# La mujer de Judas (série télévisée, 2012)
Cet article concerne la série télévisée mexicaine. Pour la telenovela vénézuélienne, voir La mujer de Judas (telenovela, 2002).
La mujer de Judas est une telenovela mexicaine diffusée en 2012 par Azteca Trece.

## Distribution
- Anette Michel : Altagracia Del Toro
- Andrea Martí : Natalia Leal / Natalia Del Toro Leal
- Víctor González : Salomón Salvatierra
- Geraldine Bazán : Emma Balmori
- Daniel Elbittar : Alirio Agüero Del Toro Bello
- Marta Mariana Castro : Joaquina Leal, dite La Juaca
- Betty Monroe : Galilea Batista
- Niurka Marcos : Ricarda Araujo
- Cecilia Piñeiro : Narda Briseño
- Claudia Marín : Refugio Bello de Agüero Del Toro, dite Cuca
- Javier Gómez : Marcos Rojas
- Omar Fierro : Bruno Cervantes
- Sergio Kleiner : Buenaventura Briseño
- Álvaro Guerrero : Casimiro Agüero Del Toro
- Mauricio Aspe : Ernesto
- Ana María González : Irene
- Elvira Monsell : Úrsula
- Regina Murguía : Cordelia Araujo
- Guillermo Quintanilla : Servando
- Renée Varsi : Rebeca Araujo
- Claudine Sosa : Dulce
- Melissa  Barrera : Zulamita
- Payín Cejudo : Santia
- Israel Cuenca : Ismael Agüero Del Toro Bello
- Ramiro Delelis : Pancho Cañero
- Iván Esquivel : René
- Paloma Quezada : Priscila
- Martha Verduzco : Berenice vda. de Del Toro
- Victor Civeira : Comandante Romero
- Nubia Martí : Maricruz Balmori
- Pedro Mira : Julián Moreira
- Ligia Escalante : Chencha Pérez
- Miguel Sánchez : Padre Sebastián Rojas

## Diffusion internationale
| Pays                   | Chaîne         | Titre             | Série première  |
| ---------------------- | -------------- | ----------------- | --------------- |
| Mexique                | Azteca 13      | La mujer de Judas | 16 janvier 2012 |
| Argentine              | Telefe         | La mujer de Judas | 2012            |
| République dominicaine | Tele Antillas  | La mujer de Judas |                 |
| États-Unis             | Azteca America | La mujer de Judas |                 |
| Panama                 | TVN            | La mujer de Judas |                 |
| Colombie               | Citytv         | La mujer de Judas |                 |
| Honduras               | Canal 21       | La mujer de Judas |                 |

## Versions
- La mujer de Judas (2002), dirigée par Olegario Barrera, produit par Mariana Djuro, Marco Godoy Ramírez et Vladimir Salazar pour RCTV; avec Astrid Carolina Herrera, Juan Carlos García et Chantal Baudaux.

### Sources
- (es) Cet article est partiellement ou en totalité issu de l’article de Wikipédia en espagnol intitulé « La mujer de Judas (telenovela mexicana) » (voir la liste des auteurs).